# 埼玉県道・群馬県道331号吉田太田部譲原線
埼玉県道・群馬県道331号吉田太田部譲原線（さいたまけんどう・ぐんまけんどう331ごう よしだおおたべゆずりはらせん）は、埼玉県秩父市から児玉郡神川町を経て群馬県藤岡市に至る一般県道である。

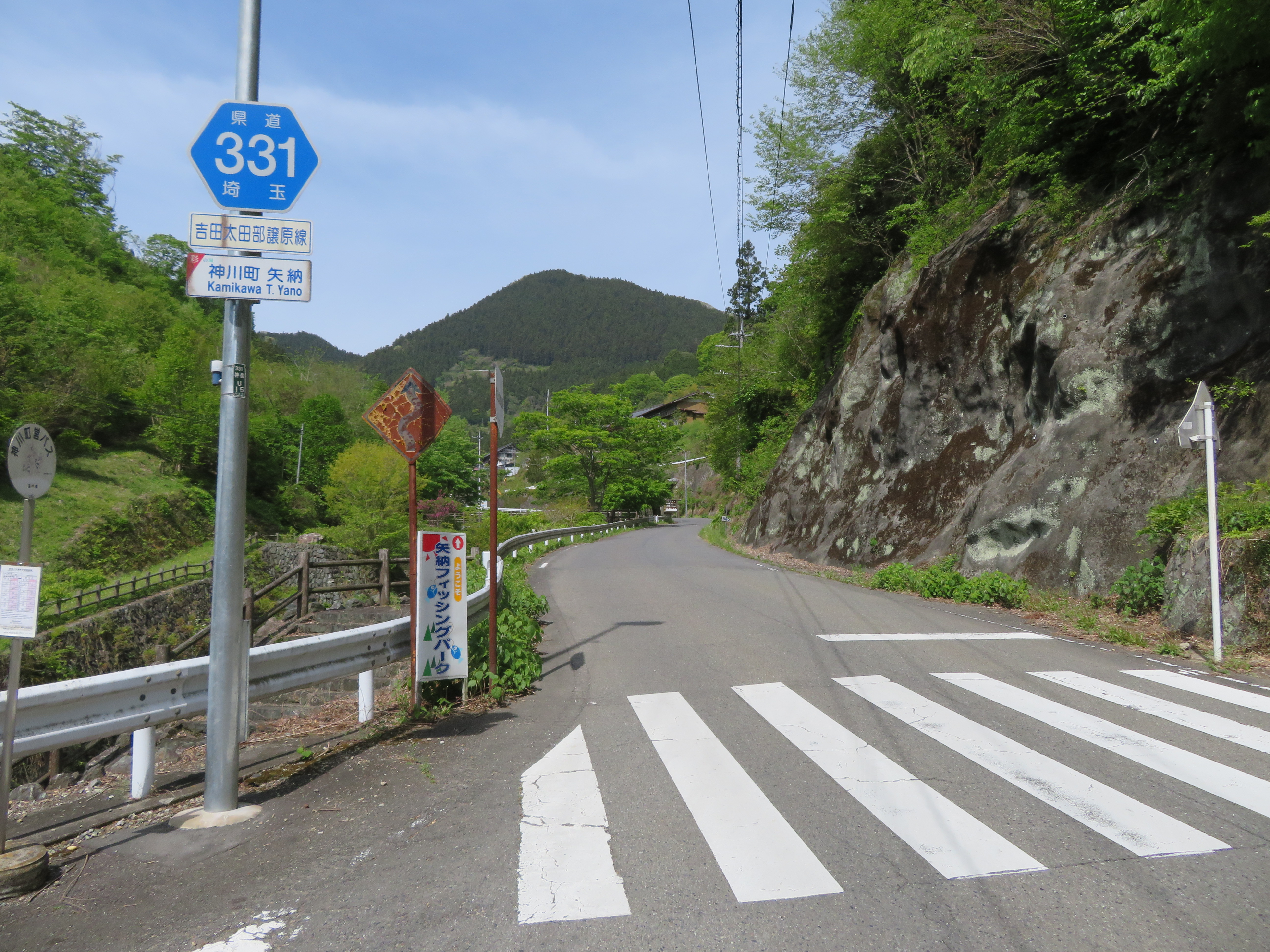
埼玉県児玉郡神川町矢納付近

## 概要
この道路は埼玉県内では神流湖の周りを南岸に沿って走る道路である。

### 路線データ
- 起点：埼玉県秩父市吉田太田部[1]
- 終点：群馬県藤岡市譲原（国道462号交点）[2]

## 歴史
- 2007年（平成19年）4月1日 - 市町村合併に伴い路線名を太田部鬼石線から吉田太田部譲原線に、起点を埼玉県秩父郡吉田町大字太田部から埼玉県秩父市吉田太田部に、終点を群馬県多野郡鬼石町から群馬県藤岡市譲原にそれぞれ変更[1][2]。

## 地理

### 通過する自治体
- 埼玉県
  - 秩父市
  - 児玉郡神川町
- 群馬県
  - 藤岡市

### 交差する道路
- 埼玉県道・群馬県道289号矢納浄法寺線（神川町大字矢納）
- 国道462号（藤岡市譲原）

### 沿線の主な施設
埼玉県秩父市、児玉郡神川町
- 神流湖

埼玉県児玉郡神川町
- 下久保ダム管理所
- 神流湖テニスコート
- 県立上武自然公園
- 神流川と三波石峡資料館
- 延命寺
- 神川町営矢納体育館
- 子安神社